# پادشاهی عربایا

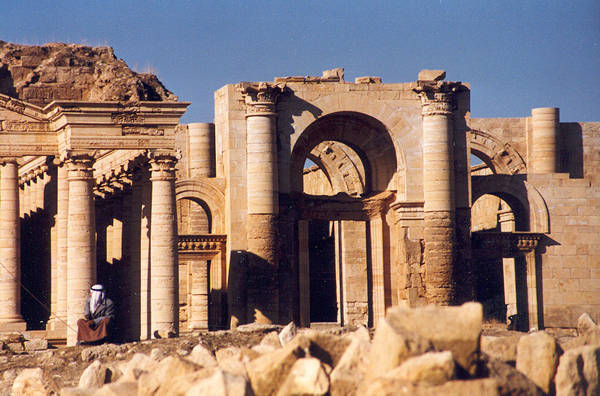
خرابه‌های هترا

پادشاهی عربایا (آرامی: RBY) یک پادشاهی عرب مربوط به سده دوم میلادی در شمال عراق امروزی بود که میان شاهنشاهی ایران و امپراتوری روم واقع شده بود.
شهر هترا احتمالاً در سده سوم یا دوم پیش از میلاد، در دوران سلوکی بنا نهاده شد و توسط ملوک عربی اداره می‌گردید. با تبدیل شدن هترا به پایتخت عربایا، این شهر به دلیل عبور کاروان‌های تجاری تبدیل به یک مرکز دینی شد.
عربایا یکی از نخستین دولت‌های عربی بود که بیرون از شبه جزیره عربستان بنیان گذاشته شد. پس از سقوط عربایا، بنی لخم و بنی غسان به عنوان دو پادشاهی عرب جایگزین آن شدند، همانگونه که خود عربایا جایگزین پادشاهی اسروئن شده بود. این دولت‌ها معمولاً نقش دولت حائل میان ایران و روم را داشتند تا از بروز اختلافات مرزی میان دو امپراتوری جلوگیری کنند.
حاکم این شهر نام خود را به صورت «ملک حدر» بر اسناد مینوشت و به این ترتیب خود را یکی از شاهانی میدانست که شاهنشاه ایران (ملکا ملک) ادعای سروری بر ایشان را داشت. مردم این شهر از هواداران خاندان اشکانی بودند و بنابراین با نیرو گرفتن خاندان ساسان و به ویژه کشته شدن اردوان پنجم بنای سرکشی گذاشتند. اردشیر بابکان برای گرفتن این شهر به آن سو لشکر کشید و به خاطر فشاری که به شهر وارد آورد حضر را به سوی رومیان متمایل ساخت.
در ۲۲۶ ـ ۲۲۷ م. اهالی شهر دروازه‌های خود را بر روی ارتش روم گشودند و الکساندر سوروس که از این امر بسیار شادمان شده بود وعده کرد که حقوقی برابر با شهروندی رم به اهالی حضرا اهدا خواهد کرد. این در ادامه‌ی وعده‌ی مشابه کاراکالا به مردم این شهر بود که در ۲۱۲ م. هنگام حمله به ایران ابراز شده بود.

## سقوط
در میان تاریخ نظامی هترا، سه نبرد نسبت به سایرین اهمیت بیشتری دارند، محاصره شهر توسط امپراتور تراژان، محاصره توسط سپتیموس سوروس و محاصره شهر توسط اردشیر بابکان. در نهایت شهر توسط شاپور یکم، شاهنشاه ایران، فتح شد و او دولت عربایا را منحل کرد. پس از آن رفته رفته از اهمیت هترا کاسته شد.